# Агланција
Агланција (грч. Αγλαντζιά) је велико насеље на Кипру. Званично Агланција припада округу Никозија.
Агланција је велико предграђе главног града Никозије.

## Природни услови
Насеље Агланција налази на источним границама Никозије. Агланција је смештена у подручју главне острвске равнице Месаорије, на приближно 175 метара надморске висине.

## Историја
Турском инвазијом на Кипар 1974. године 45% површине насеља је остало у турским рукама.